# Totally Games
Totally Games est une société américaine de développement de jeux vidéo basée dans le Comté de Marin, en Californie. Fondée en 1984 par Lawrence Holland, autrefois développeur et game designer chez Human Engineered Software, la société est principalement connue pour être à l'origine de la série X-Wing, tirée de la licence Star Wars, ainsi que de jeux vidéo de combat aérien basés sur la Seconde Guerre mondiale,.

## Jeux développés
- Battlehawks (1988)
- Secret Weapons of the Luftwaffe (1991)
- Star Wars: X-Wing (1993)
- Star Wars: TIE Fighter (1994)
- Star Wars: X-Wing vs. TIE Fighter (1997)
- X-Wing Alliance (1999)
- Star Trek: Bridge Commander (2002)
- Secret Weapons Over Normandy (2003)
- Alien Syndrome (2007)